# Karl von Kropff
Karl Ludwig Eduard Ferdinand von Kropff (né le 2 septembre 1793 à Charlottenbourg et mort le 11 février 1872 à Potsdam) est un lieutenant général prussien.

## Biographie

### Origine
Karl est issu de la famille noble Kropff (de) de Gröningen, élevée au rang de noblesse impériale chevaleresque en 1560. Ses parents sont le seigneur héréditaire de Cattenstedt (de) dans les montagnes du Harz et le maître en chef de la cour prussien Carl Philipp von Kropff (de) (1748–1820) et son épouse Karoline Henriette, née Schenck von Flechtingen (de) (mort en 1820).

### Carrière
Kropff commence sa carrière en 1806 comme simple caporal dans le régiment d'infanterie « von Arnim » de l'armée prussienne. En 1812, il est sous-officier dans le régiment de la Garde et, la même année, il est promu enseigne portepee. En 1813, il est promu sous-lieutenant et participe aux guerres napoléoniennes. Il combat lors des batailles de Großgörschen, Bautzen, Dresde, Leipzig et Paris, où il est finalement blessé et décoré de la croix de fer de 2 classe et l'ordre de Saint-Vladimir de 4e classe.
Après la guerre, en 1816, avec un brevet de 1815, il accède au grade de premier lieutenant au 2e régiment à pied de la Garde. En 1820, il est promu capitaine et commandant de compagnie, en 1834 major et en 1844 lieutenant-colonel. En 1846, il est initialement nommé à la tête du 7e régiment d'infanterie et est nommé commandant de cette unité la même année. Sa promotion au grade de colonel en 1847 est suivie en 1848 par le commandement du 2e régiment à pied de la Garde et en 1849 du 2e brigade d'infanterie de la Garde. Également en 1849, Kropff est agrégé 2e régiment à pied de la Garde. En 1851, il est promu général de division et commande Rendsburg pendant deux mois. En 1852, il commandait la 3e brigade d'infanterie de la Garde et reçoit l'ordre de la Couronne de Fer de 1re classe. À l'occasion de l'anniversaire de la bataille de Großgörschen, il reçoit en 1853 l'ordre de l'Aigle rouge de 2e classe avec feuilles de chêne. En 1854, il devient chevalier de l'ordre de Saint-Jean. Après être devenu commandant du 2e division d'infanterie, il est promu lieutenant général. En 1856, il reçoit l'Étoile de l'ordre de l'Aigle rouge, de 2e classe avec feuilles de chêne. En 1857, il prend sa retraite et reçoit une pension. Sa pension est mise à disposition en 1858 et en 1861, il reçoit l'ordre de l'Aigle rouge, première classe avec feuilles de chêne. Il vend son domaine paternel à Kattenstedt en 1862

### Famille
Le premier mariage de Kropff a lieu en 1820 à Berlin avec Berta von Alvensleben (1801-1892). Après son divorce avec sa première femme le 11 décembre 1852, il se marie en secondes noces la comtesse Agnès Prebentow von Przebendowski (de) (1834-1904) en 1856 à Dantzig. Il a huit enfants de son premier mariage et cinq autres enfants de son second :
- Emma Hermine Karoline (née le 4 novembre 1821 et morte le 4 mai 1887)
- Udo Karl Ferdinand (né le 5 décembre 1822 et mort en 1872), capitaine
- Gertrud Klar Elise Berta Karoline (née le 10 janvier 1824 et morte le 6 décembre 1830)
- Oskar Wilhelm Egmont (né le 27 janvier 1825 et mort le 15 mai 1870), capitaine décédé à New York
- Hermann Wilhelm Kurt (né le 22 avril 1831 et mort le 2 juin 1831)
- Paul (de) (1832–1898), lieutenant général prussien marié avec Marie Louise Klara von Ingersleben (morte en 1903)
- Anne Eugénie Julie (née le 27 juin 1835), mariée :
  - le 4 février 1860 avec Gustav von Erichsen, colonel de Brunswick
  - en 1880 avec Karl Soldan, professeur
- Gebhard Karl Egmont Gustav (né le 25 mai 1841 et mort le 18 août 1870), tué à Saint-Privat
- Karl Marie Alexandrine Agnes (née le 7 février 1857) mariée en 1876 avec Gebhard Gans zu Putlitz (de)-Philippshof (1849–1916), député de la Chambre des seigneurs de Prusse
- Martha Ernestine Agnès Alexandrine Elisabeth (née le 31 mai 1858)
- Alexandra Agnes Karla (née le 26 mars 1860) mariée en 1893 avec Hans von Bredau, major
- Agnes Karla Wilhelmine Alexandrine (née le 22 mars 1861) mariée en 1896 avec Leopold von Türk, (né le 8 mai 1908), major
- Karl Wilhelm Franz Alexander (né le 15 novembre 1862), lieutenant-colonel